# Franciscus van Roessel
Franciscus van Roessel CICM (* 16. Dezember 1918 in Oisterwijk; † 8. Mai 2000) war ein niederländischer römisch-katholischer Ordensgeistlicher und Erzbischof von Ujung Pandang in Indonesien.

## Leben
Franciscus van Roessel trat der Ordensgemeinschaft der Kongregation vom Unbefleckten Herzen Mariens bei und legte am 8. September 1938 die Profess ab. Er empfing am 4. August 1943 das Sakrament der Priesterweihe.
Am 18. Januar 1988 ernannte ihn Papst Johannes Paul II. zum Erzbischof von Ujung Pandang. Der Apostolische Pro-Nuntius in Indonesien, Erzbischof Francesco Canalini, spendete ihm am 19. März desselben Jahres die Bischofsweihe; Mitkonsekratoren waren der Bischof von Manado, Theodorus Hubertus Moors MSC, und der Bischof von Amboina, Andreas Peter Cornelius Sol MSC.
Papst Johannes Paul II. nahm am 21. Mai 1994 das altersbedingte Rücktrittsgesuch von Franciscus van Roessel an.